# L'ingorgo
L'ingorgo è un film del 1979, diretto da Luigi Comencini, liberamente tratto da un racconto di Julio Cortázar - sebbene non accreditato - dal titolo L'autostrada del Sud (1966) pubblicato nella raccolta Tutti i fuochi il fuoco. La pellicola vede la partecipazione di Alberto Sordi, Ugo Tognazzi, Marcello Mastroianni, Stefania Sandrelli e Ciccio Ingrassia.
Conosciuto anche come L'ingorgo - Una storia impossibile e come Black out in autostrada, il film fu presentato in concorso al Festival di Cannes 1979.

## Trama
Roma, via Appia Nuova, presso il Grande Raccordo Anulare (nella realtà il ramo di via Giuseppe Andriulli ancora non congiunto a viale della Serenissima tramite il cavalcavia, ultimato solo nel 1982, che scavalca la ferrovia Roma-Pescara). Uno spaventoso ingorgo costringe ad un lungo fermo migliaia di automobilisti. Tra questi un ricco ed ammanicato imprenditore di idee socialiste, una giovane hippy, l'attempato divo del cinema  Montefoschi, due coppie in crisi, una di mezza età ed una giovane, una numerosa famiglia napoletana, dei delinquenti anziani in Mercedes e dei giovinastri di buona famiglia in Range Rover.
Durante la giornata i personaggi interagiscono in un modo o nell'altro. L'imprenditore si proclama generoso verso gli altri malcapitati per poi tirarsi indietro alla prima richiesta di aiuto. All'interno della famiglia napoletana la ragazzina più grande è incinta e il padre vorrebbe che abortisse. L'attore viene riconosciuto nonché corteggiato da tutti, compresa una coppia che vive in un fatiscente casolare vicino, disposti a ospitarlo durante la notte. La hippy fraternizza con un giovane conduttore di un furgone di omogeneizzati ed è al contempo molestata dai giovinastri. Alcuni napoletani provano a vendere la merce trasportata suscitando l'ira del ragazzo.
Fanno da contorno un nevrotico in Volkswagen che raziona le proprie sigarette e un gruppo di ragazze superficialmente politicizzate che cantano canzoni dell'allora movimento di Autonomia Operaia, ironizzando con la politica moderata del PCI.
Un uomo in ambulanza muore e viene benedetto da un predicatore ecologista. L'imprenditore, che ha udito la benedizione del predicatore, gli fa intravedere la possibilità di pubblicare per una sua casa editrice, ma l'uomo replica secco di non essere interessato. Durante la notte il giovane autista viene tramortito dai giovinastri e la ragazza hippy violentata. Gli astanti in Mercedes dapprima sono tentati di intervenire, poi di guardare ed infine si chiudono nell'omertà. L'uomo in lite con la moglie, che lo tradisce col professore loro ospite in macchina dichiara alle politicizzate di volersi uccidere. Le giovani ridono e gli offrono da bere.
L'attore Montefoschi si risveglia sul letto della moglie del ruspista senza aver conseguito le proprie intenzioni. Il giovane, ripresosi, approfitterebbe del sonno dei giovinastri per compiere giustizia incendiando la loro Range Rover ma preso da scrupoli rinuncia. Sono passate ventiquattr'ore. Un altoparlante da un elicottero invita gli automobilisti a riaccendere i motori. L'imprenditore si mostra soddisfatto per aver perlomeno ingaggiato una giovane cantante esordiente, per ripagarla di una prestazione sessuale. I due giovani vogliono dimenticare l'accaduto. La notte cala, tuttavia, sulle colonne di auto senza che queste effettivamente ripartano.

## Produzione
Girato interamente negli Studi di Cinecittà dove sono ricostruiti la strada, una stazione di servizio, una fabbrica con ciminiere e il casolare sullo stampo di uno antico a ridosso della periferica via Appia Pignatelli, nella zona dell'Appia Antica.
Questo film a lungometraggio è arricchito da alcune canzoni: Martina (Ángela Molina) canta Woman of night (musica e testo di Alessandro Incrocci); Anna Melato canta Il treno dei bambini (musica di Fiorenzo Carpi, testo di Gianni Rodari); Giovannella Grifeo canta La canzone dell'ingorgo (musica di Fiorenzo Carpi, testo di Massimo Patrizi). Momento 25bis canzone del male (musica e testo di Mario Salis).

## Distribuzione
Il film uscì nelle sale italiane all'inizio del 1979, mentre la Rai trasmetteva la prima stagione della serie apocalittica I sopravvissuti. In entrambe le storie si vede una televisione costretta a sospendere le trasmissioni per mancanza di personale.
Il film uscì nelle sale con la durata di 121 minuti, ma la versione disponibile in DVD è di 108 minuti.